# Zavičajni muzej Travnik
Zavičajni muzej Travnik je muzejska ustanova u Travniku, Bosna i Hercegovina. 

## Povijest
Osnovan je 1950. godine. Suosnivač muzeja je Vjenceslav Topalović. Ondje je Topalović radio na formiranju etnografske, povijesne, arheološke, etnološke i biološko-zoološke zbirke čime je ta ustanova postala jednom od najznačajnijih kulturnih ustanova u BiH, po važnosti odmah iza Zemaljskog muzeja u Sarajevu. Radio je na mjestu knjižničara, kustosa, višeg kustosa, kustosa savjetnika i većinom kao pomoćnik direktora i direktor Muzeja. Zalagao se za očuvanje i valorizaciju kulturno povijesnog blaga Travnika ali i čitave BiH. Kad je bio na mjestu direktora travničkog Zavičajnog muzeja, organizirao više stručnih sastanaka a i značajni simpozij na razini cijele Jugoslavije, sa sudionicima iz svih republika i pokrajina, radi boljeg upoznavanja te zaštite kulturno-povijesnog blaga BiH iz vremena Osmanlijskog Carstva s ciljem formiranja muzeja s predmetima i arhivskom građom iz tog perioda. Potaknuo je obnovu rodne kuće nobelovca Ive Andrića. Kuća je poslije Andrićeve smrti 1975. god. postala Memorijalnim muzejem ovog nobelovca.
Da bi se moglo smjestiti izloške i zbirke, više je zgrada u Travniku poslužilo kao dom ovog muzeja. Smjestili su ih u starom austro-ugarskom zatvoru, pa Velikoj nadbiskupskoj gimnaziji, zgradi Zadužbine braće Fufić, Varoškoj džamiji, Elči Ibrahim-pašinoj medresi... Od 1972. je godine muzej u zgradi, prvotno medicinsko-zdravstvene namjene u ulici Mehmed-paše Kukavice 1. Ta je zgrada podignuta 1928. od novaca Rockefelerove zaklade.
Godine 1975. ovdje je otvoren stalni izložbeni postav. Čine ju prirodoslovni, arheološki, kulturno-povijesni i stalne izložbene postavke fotografija pod nazivom „Život i običaji ljudi travničkog kraja". Od 2015. muzej je bogatiji za jednu zbirku „Gemyland", posvećenu autohtonoj pasmini tornjaku i procesu priznavanja ove pasmine, dar Almira Šabanovića. U dvorištu muzeja je parna lokomotiva „Ćiro“. Prirodoslovnu zbirku čine izlošci sa svih krajeva svijeta i s prostora BiH. Prikazani su u nekoliko odjeljaka: paleontološkom, minerološko-petrografskom i zoološkom odjeljku. Tu su preparirane egzotične životinje, školjke i ini organizmi iz mora, fosili, rude i minerali. Ovaj je zbirka baštinjena zbirka Velike nadbiskupijske gimnazije u Travniku koja je osnovana 1882. godine. Zbirka je osnovana 1884. godine u okviru Gimnazije, a utemeljio ju je profesor pater Erik von Brandis. Muzejski fundus čini osamdeset tisuća izložaka. Muzej njeguje očuvanje nematerijalne baštine. Pokrenuli su projekte radionice tkanja, poput drevne tehnike tkanja pamučne tkanine - beza, revitalizacije starih obrta, radionica lončarstva, izrade glinenog posuđa na ručnom kolu (kod Travnika njegovala se u selu Pulac). Danas je jedinim zavičajnim muzejem na području Srednjobosanske županije.